# Beth Chamberlin
Beth Chamberlin (* 1. Oktober 1963 in Danville, Vermont) ist eine US-amerikanische Schauspielerin.

## Leben
Nachdem sie die Universität in New York verlassen hatte, studierte Beth Chamberlin Ballett am American Ballet Theatre. Von 1989 bis 1991 war sie in der Seifenoper Springfield Story zu sehen. Seit 1997 spielt sie dort wieder die Rolle der Beth Raines. Nebenbei trat Chamberlin als Gaststar in Columbo und in Palm Beach-Duo auf.
Beth Chamberlin ist seit 1994 mit Peter Roy verheiratet. Das Paar hat einen Sohn.
2002 veröffentlichte sie das Buch Lorelei’s Guiding Light.

## Filmografie
- 1989: The Big Picture
- 1989–2009: Springfield Story (Guiding Light, Fernsehserie)
- 1990: Best Shots
- 1992: Palm Beach-Duo (Silk Stalkings, Fernsehserie, eine Folge)
- 1992: Columbo: Bluthochzeit (No Time to Die, Fernsehreihe)
- 1998: The Right Way
- 2002: A Wedding Story: Josh and Reva (Fernsehfilm)
- 2008: Cashmere Mafia (Fernsehserie, eine Folge)
- 2010: Steamboat (Fernsehserie)
- 2010: Cell: The Web Series (Fernsehserie, eine Folge)
- 2011: Law & Order: Special Victims Unit (Fernsehserie, eine Folge)
- 2013: Blue Bloods – Crime Scene New York (Blue Bloods, Fernsehserie, eine Folge)
- 2013: Grand Theft Auto V (VG)
- 2013: Murder in Manhattan (Fernsehfilm)